# Hi Hotels
Hi! Hotels International es la gestora de los hoteles que la compañía Thomas Cook Group tiene alquilados al Grupo Optursa-Hoteles Globales. Gestiona 26 establecimientos, situados en Mallorca, Menorca, Ibiza, y Costa del Sol.

## Historia
En el año 2000, el Grupo Optursa-Hoteles Globales suscribió un contrato de alquiler por 15 años con My Travel. Durante el primer y el segundo año de vigencia, la explotación de las instalaciones arrendadas corrió a cargo de la empresa española. Entre 2002 y 2004 dicha gestión la llevó a cabo Hotetur y en 2005 pasó nuevamente a manos del Grupo Optursa-Hoteles Globales. En el año 2006 My Travel decidió gestionar directamente dichos establecimientos, después de que hasta entonces hubiesen estado administrados por terceros, creando Hi! Hotels International. Con la fusión de My Travel y Thomas Cook en 2007, Hi Hotels International pasó a formar parte de Thomas Cook Group.

## Destinos y hoteles
Mallorca
* Palmanova
- Hi! Mimosa ***[1]

* Magalluf
- Hi! Honolulu ***

* Playa de Palma
- Hi! Lancaster ***

* Alcudia
- Hi! Panoramic ***

* Cala San Vicente
- Hi! Don Pedro ***

* Sa Coma
- Hi! Bouganvilla ***

Menorca
* Cala´n Bosch (Ciutadella)
- Hi! Cala'n Bosch ***
- Hi! Marina Apartamentos *

* Cala Blanca (Ciutadella)
- Hi!  Cala Blanca ***

* Cala´n Blanes (Ciutadella)
- Hi! Los Delfines **
- Hi! Los Delfines Apartamentos **
- Hi! Binimar Apartamentos **

Málaga
* Fuengirola
- Hi! Gardenia Park ***